# Encykłopedija suczasnoji Ukrajiny
Encykłopedija suczasnoji Ukrajiny (ukr. Енциклопедія сучасної України, ЕСУ) – wielotomowe opracowanie w języku ukraińskim, przedstawiające informację o Ukrainie od początku XX wieku do dziś. Encykłopedija suczasnoji Ukrajiny – wspólny projekt Narodowej Akademii Nauk Ukrainy i Towarzystwa Naukowego im. Tarasa Szewczenki.

## Redakcja
- Iwan Dziuba (współprzewodniczący)
- Arkadij Żukowski (współprzewodniczący)
- Ołeh Romaniw (współprzewodniczący)
- Mykoła Żełezniak (sekretarz)

- Wołodymyr Baranecki
- Wałerij Burkat
- Iwan Hamkało
- Wałerij Hejeć
- Jewhen Hołowacha
- Dmytro Horbaczow
- Dmytro Hrodzynski
- Jarosław Isajewycz
- Stanisław Kulczycki
- Iwan Kuras
- Wołodymyr Łytwyn
- Wasyl Lisowy
- Dmytro Makarenko
- Ołeksandr Marynycz
- Mykoła Melnyk
- Ołeksa Myszanycz
- Wsewołod Naułko
- Ołeksij Onyszczenko
- Borys Paton
- Wiktor Pyłypenko
- Lubomyr Pyrih
- Witalij Pochodenko
- Iwan Serhijenko
- Anatolij Szydłowski
- Anatolij Szpak
- Jarosław Jackiw

## Tomy
Na kwiecień 2017 zostały wydane 17 tomów.
- Т. 1 : 2001 — «А»; 2732 haseł, 1628 ilustracji, 50 tablic a schematów oraz 12 map.
- Т. 2 : 2003 — «Б» — «Біо»;  3644 h., 2915 ilustracji czarno-białych a 257 kolorowych, 33 mapy.
- Т. 3 : 2004 — «Біо» — «Бя»; 3155 h., 2366 ilustracji czarno-białych a 274 kolorowych, 19 map.
- Т. 4 : 2005 — «В» — «Вог»; 3015 h., 2186 ilustracji czarno-białych a 300 kolorowych, 29 map, 11 tablic i schematów.
- Т. 5 : 2006 — «Вод» — «Гн»; 3198 h., 2329 ilustracji czarno-białych a 313 kolorowych, 20 map, 5 tablic i schematów.
- Т. 6 : 2006 —  «Го» — «Гю»; 3289 h., 2846 ilustracji czarno-białych a 384 kolorowych, 14 map, 6 tablic i schematów.
- Т. 7 : 2007 — «Ґ» — «Ді»; 2645 h., 2073 ilustracji czarno-białych a 449 kolorowych, 14 map, 9 tablic.
- Т. 8 : 2008 — «Дл» — «Дя» oraz dodatek na literzy «А» — «Ґ»; 3063 h., 2566 ilustracji czarno-białych a 541 kolorowych, 14 map, 5 tablic.
- Т. 9 : 2009 — «Е» — «Ж»; 2546 h., 1829 ilustracji czarno-białych a 387 kolorowych, 10 map, 8 tablic i schematów.
- Т. 10 : 2010 — «З» — «Зор»; 2759 h., 2269 ilustracji czarno-białych a 353 kolorowych, 18 map, 16 tablic, 7 schematów.
- Т. 11 : 2011 — «Зор» — «Как»; 2576 h., 2057 ilustracji czarno-białych a 411 kolorowych, 13 map, 14 tablic, 3 schematy.
- Т. 12 : 2012 — «Кал» — «Киї»; 2685 h., 2303 ilustracji czarno-białych a 346 kolorowych, 16 map, 3 tablicy, 1 schemat.
- Т. 13 : 2013 —  «Киї» — «Кок»; 3032 h., 2828 ilustracji czarno-białych a 364 kolorowych, 13 map, 3 schematy.
- Т. 14 : 2014 —  «Кол» — «Кос»; 3136 h., 2701 ilustracji czarno-białych a 336 kolorowych, 14 map.
- Т. 15 : 2014 — «Кот» — «Куз»; 3177 h., 2687 ilustracji czarno-białych a 374 kolorowych, 20 map.
- Т. 16 : 2016 — «Куз» — «Лев»; 3004 h., 2675 ilustracji czarno-białych a 403 kolorowych, 5 map.
- Т. 17 : 2016 — «Лег» — «Лощ»; 2560 h., 2329 ilustracji czarno-białych a 293 kolorowych, 9 map, 10 tablic.
- Т. 18 : 2017 — «Лт» — «Малицький»; 2363 h., 2322 ilustracji czarno-białych a 355 kolorowych, 12 map, 1 tablicа.